# Wilfried Bulgare
Wilfried Bulgare est un footballeur français international martiniquais, né le 26 février 1985 à Toulon (Var, France). Il évolue au poste de gardien de but avec le SC Toulon-Le-Las et la sélection de la Martinique.

## Biographie
Du 17 au 20 février 2003, il participe à un stage de détection avec l'équipe de France des moins de 18 ans, au CTNFS à Clairefontaine, aux côtés notamment de Lassana Diarra, Mohamed Sissoko et Yannick Cahuzac.
Il est sélectionné pour la première fois avec l'équipe de Martinique à l'occasion du 2e tour préliminaire de la Coupe caribéenne des nations 2012.